# جمعية الصحفيين الأمريكيين الآسيويين
تأسست جمعية الصحفيين الأمريكيين الآسيويين (AAJA) في عام 1981 على العديد من الصحفيين الأمريكيين الآسيويين من أجل دعم مشاركة أكبر للأمريكيين الآسيويين في وسائل الإعلام الإخبارية. وكان أول رئيس للجمعية هو الصحفي التلفزيوني لويد لوكويستا.
تتمثل أهداف الجمعية في الآتي:
- تشجيع الأمريكيين من آسيا والمحيط الهادئ على دخول صفوف الصحافة
- العمل من أجل تغطية عادلة ودقيقة للأمريكيين من منطقة آسيا والمحيط الهادئ
- زيادة عدد الصحفيين والمديرين الإخباريين في منطقة آسيا والمحيط الهادئ في هذه الصناعة.

تُعتبر جمعية الصحفيين الأمريكيين الآسيويين منظمة غير ربحية يقع مكتبها الوطني في سان فرانسيسكو بولاية كاليفورنيا. تمتلك الجمعية 20 فرعًا في الولايات المتحدة وآسيا، مع أكثر من 1600 عضو. يوجد أربعة فروع مختلفة في كاليفورنيا وحدها - لوس أنجلوس وسان فرانسيسكو وسان دييغو وساكرامنتو. بالإضافة إلى فرع لوس أنجلوس، تتواجد أكبر الفصول في نيويورك وسان فرانسيسكو وسياتل وواشنطن العاصمة. الأعضاء تمتد عبر العالم من باريس إلى بنغلاديش.
تشمل العضوية المتنوعة مذيعين للبث والمراسلين والمنتجين والكتاب ومصوري الفيديو ومحرري الطباعة والكتابة والمراسلين والمصورين الصحفيين والمحررين والمساهمين عبر الإنترنت. تتكون العضوية أيضًا من العديد من الشركات الزميلة في قطاعات الأعمال والعلاقات العامة.
AAJA هي منظمة شريكة لمنظمة يونيتي، صحفيي الألوان UNITY: Journalists of Color، Inc.

## روابط خارجية
- AAJA Web site